# Stephen Warbeck
Stephen Warbeck (ur. 3 maja 1953 w Southampton) – brytyjski kompozytor, twórca muzyki filmowej, teatralnej i telewizyjnej.
Laureat Oscara za najlepszą muzykę do filmu Zakochany Szekspir (1998) Johna Maddena. Z reżyserem tym współpracował również przy innych projektach (Jej wysokość pani Brown, 1997; Kapitan Corelli, 2001; Dowód, 2005).